# Ernesto di Lippe
Ernesto di Lippe (nome completo in tedesco Ernst Leopold Chlodwig Julius Alexis Wilhelm Heinrich; Detmold, 12 giugno 1902 – Detmold, 24 maggio 1987) è stato principe ereditario di Lippe dal 1905 al 1918.

## Biografia

### Gioventù e matrimoni

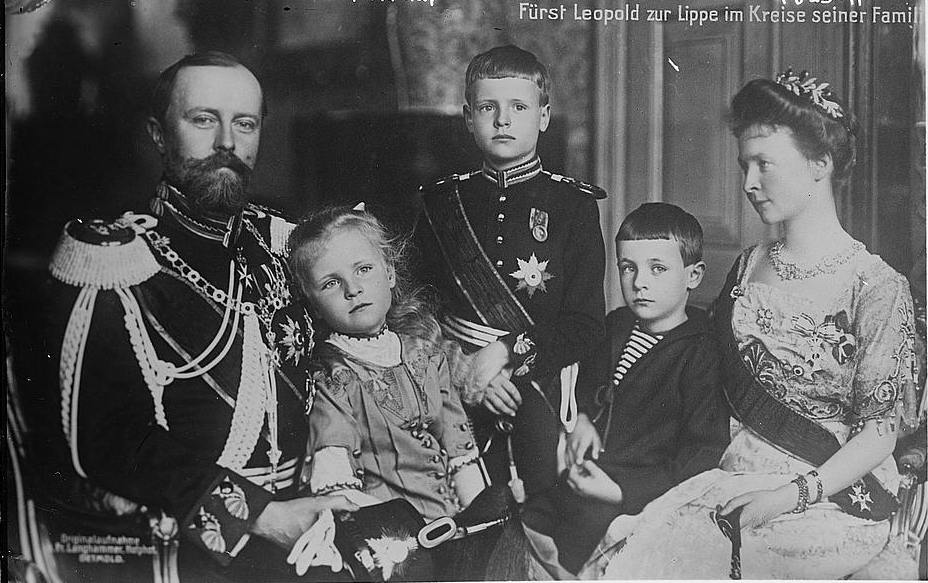
Ernesto in un ritratto di famiglia

Il principe Ernesto nacque nel 1902 a Detmold, come primogenito di Leopoldo e della principessa Berta d'Assia-Philippsthal-Barchfeld, e divenne l'erede al trono del principato alla salita al trono di suo padre nel 1905.
Dopo aver studiato con insegnanti privati, frequentò gli studi secondari a Gummersbach e studiò agraria e filosofia a Halle an der Saale. In seguito completò un apprendistato commerciale a Berlino presso l'AEG. Il 16 luglio 1924 sposò nella stessa città Charlotte Rickel (1900-1974), figlia di Clemens Friedrich e di Mathilde Therese Wilhelmine Heinisch.
Lavorò all'AEG come capo contabile dal 1925 al 1930; da allora fu responsabile della contabilità all'Hotel Prinz Albrecht fino al 1932. Nel 1935 divorziò e il 5 giugno 1937 sposò in seconde nozze a Berlino Herta-Elise Weiland (1911-1970), figlia di Friedrich Wilhelm e di Wilhelmine Agnes Favre.

### Anni nel nazismo e dopoguerra
Già nel maggio del 1928 si iscrisse al Partito Nazista con il numero 88.835, diventando il primo principe tedesco a farne parte. Dopo che il partito ascese al potere nel 1933, fu nominato capo della contabilità al Fronte tedesco del lavoro. Dal 1938, attraverso l'intervento della principessa Marie Adelheid (cugina di suo padre), fu aiutante e consigliere personale di Richard Walther Darré, fino a diventare uno dei suoi principali collaboratori nel 1939.
In questo periodo entrò e divenne un maggiore nelle Schutzstaffel (SS) e ricoprì un incarico di alto rango presso l'Ufficio Centrale per la Razza e le Colonie. Così organizzò il trasferimento dei membri delle SS divenuti disabili in guerra nelle vesti di agricoltori nel Reichsgau Wartheland. Depostò Darré nel maggio del 1942, tornò a lavorare per il Fronte tedesco del lavoro fino al 1945.
Dopo la guerra venne fatto prigioniero dagli Alleati e fece da testimone al processo di Norimberga. Il tribunale di denazificazione del distretto governativo di Detmold lo classificò tra i "delinquenti minori" (in tedesco minderbelastete). Perciò venne sottoposto a una serie di restrizioni senza essere incarcerato. A causa del suo passato nel nazismo fu escluso dalla successione alla casata di Lippe nel 1947, quando suo padre, distanziatosi dalle attività del figlio poiché avverso al nazionalsocialismo, scelse di riscrivere il proprio testamento. Pertanto, morto Leopoldo IV, la guida della dinastia passò al fratellastro Armin.
Morì a Detmold nel 1987.

## Discendenza
Ernesto di Lippe e la seconda moglie Herta-Elise Weiland ebbero un figlio e una figlia:
- Ernst Leopold Bernhard Chlodwig Wilhelm Ottokar (Berlino, 14 marzo 1940), sposò Katrin Hein (Wernigerode, 5 ottobre 1941), figlia di Karl e di Katharina Schlichting, il 12 giugno 1969 a Datteln, con nozze religiose il 2 agosto al castello di Kriegshoven:[7][8]
  - Nikola Helga (Datteln, 10 aprile 1971), ha sposato Olaf Grünberg (Wilhelmshaven,19 maggio 1969), figlio di Ingrid Hinrichs (1938-2018), il 1⁰ agosto 1996 a Blomberg, con nozze religiose il 2 agosto nella cappella locale e hanno tre figli.[9][10]
  - Julie (Datteln, 3 ottobre 1972), sposò in prime nozze Joachim Tiedau (Dorsten, 11 maggio 1970) il 25 giugno 1999 nella cappella di Blomberg, ma divorziarono nel 2002.[11] In seconde nozze ha sposato Boris Simons (Wiesbaden, 28 maggio 1971) il 18 dicembre 2008 ad Amburgo.[11]
- Victoria Christine Agnes Berta (Berlino, 7 maggio 1943 - Bonn, 25 agosto 1988), sposò Wolfram Wickert (Shanghai, 30 maggio 1941), figlio di Erwin, il 19 settembre 1968 a Detmold e dopo aver avuto due figli divorziarono il 26 aprile 1977.[12] Sposò in seconde nozze Christoph Pudelko (Firenze, 23 febbraio 1932 - Bonn, 11 settembre 2017) il 7 dicembre 1984 a Bonn:[12][13]
  - Alexander (1969);
  - Roderich (1971).

## Titoli e trattamento
- 12 giugno 1905 - 25 ottobre 1905: Sua Altezza Serenissima, il principe Ernesto di Lippe
- 25 ottobre 1905 - 12 novembre 1918: Sua Altezza Serenissima, il principe ereditario di Lippe

## Ascendenza
|                                          |                                      |                                         | Genitori                                                         |  |  | Nonni |  |  | Bisnonni                    |  |  | Trisnonni                    |  |
|                                          |                                      |                                         |                                                                  |  |  |       |  |  | Giulio di Lippe-Biesterfeld |  |  | Ernesto di Lippe-Biesterfeld |  |
|                                          |                                      |                                         |                                                                  |  |  |       |  |  | Giulio di Lippe-Biesterfeld |  |  | Ernesto di Lippe-Biesterfeld |  |
|                                          |                                      | Modeste von Unruh                       |                                                                  |  |  |       |  |  | Giulio di Lippe-Biesterfeld |  |  |                              |  |
| Ernesto II di Lippe-Biesterfeld          |                                      |                                         |                                                                  |  |  |       |  |  | Giulio di Lippe-Biesterfeld |  |  |                              |  |
|                                          |                                      | Adelheid zu Castell-Castell             | Friedrich zu Castell-Castell                                     |  |  |       |  |  |                             |  |  |                              |  |
|                                          |                                      | Adelheid zu Castell-Castell             | Friedrich zu Castell-Castell                                     |  |  |       |  |  |                             |  |  |                              |  |
|                                          |                                      | Adelheid zu Castell-Castell             | Emilie zu Hohenlohe-Langenburg                                   |  |  |       |  |  |                             |  |  |                              |  |
| Leopoldo IV di Lippe                     |                                      | Adelheid zu Castell-Castell             |                                                                  |  |  |       |  |  |                             |  |  |                              |  |
|                                          |                                      | Leopold Otto Frederick von Wartensleben | Cäsar von Wartensleben                                           |  |  |       |  |  |                             |  |  |                              |  |
|                                          |                                      | Leopold Otto Frederick von Wartensleben | Cäsar von Wartensleben                                           |  |  |       |  |  |                             |  |  |                              |  |
|                                          |                                      | Leopold Otto Frederick von Wartensleben | Friederike von Gfug                                              |  |  |       |  |  |                             |  |  |                              |  |
| Karoline von Wartensleben                |                                      | Leopold Otto Frederick von Wartensleben |                                                                  |  |  |       |  |  |                             |  |  |                              |  |
|                                          |                                      | Mathilde Halbach                        | Arnold Halbach                                                   |  |  |       |  |  |                             |  |  |                              |  |
|                                          |                                      | Mathilde Halbach                        | Arnold Halbach                                                   |  |  |       |  |  |                             |  |  |                              |  |
|                                          |                                      | Mathilde Halbach                        | Johanna Karoline Mathilde Bohlen                                 |  |  |       |  |  |                             |  |  |                              |  |
| Ernesto di Lippe                         |                                      | Mathilde Halbach                        |                                                                  |  |  |       |  |  |                             |  |  |                              |  |
|                                          | Carlo d'Assia-Philippsthal-Barchfeld | Adolfo d'Assia-Philippsthal-Barchfeld   |                                                                  |  |  |       |  |  |                             |  |  |                              |  |
|                                          | Carlo d'Assia-Philippsthal-Barchfeld | Adolfo d'Assia-Philippsthal-Barchfeld   |                                                                  |  |  |       |  |  |                             |  |  |                              |  |
|                                          | Carlo d'Assia-Philippsthal-Barchfeld | Luisa di Sassonia-Meiningen             |                                                                  |  |  |       |  |  |                             |  |  |                              |  |
| Guglielmo d'Assia-Philippsthal-Barchfeld | Carlo d'Assia-Philippsthal-Barchfeld |                                         |                                                                  |  |  |       |  |  |                             |  |  |                              |  |
|                                          |                                      | Sofia di Bentheim e Steinfurt           | Luigi di Bentheim e Steinfurt                                    |  |  |       |  |  |                             |  |  |                              |  |
|                                          |                                      | Sofia di Bentheim e Steinfurt           | Luigi di Bentheim e Steinfurt                                    |  |  |       |  |  |                             |  |  |                              |  |
|                                          |                                      | Sofia di Bentheim e Steinfurt           | Giuliana Guglielmina di Schleswig-Holstein-Sonderburg-Glücksburg |  |  |       |  |  |                             |  |  |                              |  |
| Berta d'Assia-Philippsthal-Barchfeld     |                                      | Sofia di Bentheim e Steinfurt           |                                                                  |  |  |       |  |  |                             |  |  |                              |  |
|                                          |                                      | Luigi Guglielmo di Bentheim e Steinfurt | Alessio I di Bentheim-Steinfurt                                  |  |  |       |  |  |                             |  |  |                              |  |
|                                          |                                      | Luigi Guglielmo di Bentheim e Steinfurt | Alessio I di Bentheim-Steinfurt                                  |  |  |       |  |  |                             |  |  |                              |  |
|                                          |                                      | Luigi Guglielmo di Bentheim e Steinfurt | Guglielmina di Solms-Braunfels                                   |  |  |       |  |  |                             |  |  |                              |  |
| Juliane von Bentheim und Steinfurt       |                                      | Luigi Guglielmo di Bentheim e Steinfurt |                                                                  |  |  |       |  |  |                             |  |  |                              |  |
|                                          |                                      | Berta d'Assia-Philippsthal-Barchfeld    | Carlo d'Assia-Philippsthal-Barchfeld                             |  |  |       |  |  |                             |  |  |                              |  |
|                                          |                                      | Berta d'Assia-Philippsthal-Barchfeld    | Carlo d'Assia-Philippsthal-Barchfeld                             |  |  |       |  |  |                             |  |  |                              |  |
|                                          |                                      | Berta d'Assia-Philippsthal-Barchfeld    | Augusta di Hohenloe-Ingelfingen                                  |  |  |       |  |  |                             |  |  |                              |  |
|                                          |                                      | Berta d'Assia-Philippsthal-Barchfeld    |                                                                  |  |  |       |  |  |                             |  |  |                              |  |